# Hear Me
Pour plus de détails, voir Fiche technique et Distribution.
Hear Me (聽說, Ting Shuo) est une comédie romantique taïwanaise écrite, produite et réalisée par Cheng Fen-fen, sortie en 2009.
Le film est présenté au Festival de Golden Horse à Taipei, le 24 novembre 2009, où l'actrice Michelle Chen est nommée dans la catégorie « Meilleur espoir ».

## Synopsis
Nées sourdes, Xiao Peng se trouve avec l'équipe de natation pour handicapés dans l'espoir de participer aux Jeux olympiques, aux côtés de sa petite sœur Yang Yang qui l'encourage régulièrement. Y apparaît le jeune Tian Kuo qui, apportant le déjeuner à l’équipe, est bouleversé par la conversation en langue des signes taïwanaise des deux filles et s'éprend pour Yang Yang.

## Fiche technique
Source : Film Business Asia
- Titre original : 聽說
- Titre français : Hear Me
- Réalisation : Cheng Fen-fen
- Scénario : Cheng Fen-fen
- Direction artistique : Huang Chien-jung
- Costumes : Chen Yao-chun
- Photographie : Chin Ting-chang
- Son : Zhu Shi-yi et Tu Duu-chih
- Montage : Ku Hsiao-yun
- Musique : Kay Huang et Baby-C
- Production : Peggy Chiao, Cheng Fen-fen (productrice exécutive)
- Sociétés de production : Trigram Films et Great Vision Film & TV
- Pays d’origine :  Taïwan
- Langue originale : taïwanais, Langue des signes taïwanaise, mandarin, cantonais
- Format : couleur - 1.85:1
- Genre : comédie romantique
- Durée : 109 minutes
- Date de sortie :
  -  Taïwan 28 août 2009
- Tous publics

## Distribution
- Eddie Peng : Huang Tian-kuo
- Ivy Chen : Lin Yang-yang
- Michelle Chen : Lin Hsiao-peng, sa sœur aînée
- Teddy Lo : le père de Huang
- Lin Mei-hsiu : la mère de Huang
- Liu Chun-hung : l'entraîneur de Hsiao-peng

## Distinction
Nomination
Golden Horse Film Festival 2009
- Meilleur espoir pour Michelle Chen